# Iván Gamboa
Iván Gamboa (Cochabamba, 16 de julho de 1965) é um árbitro de futebol boliviano.